# Loughgall Football Club
Il Loughgall Football Club è una società calcistica nordirlandese con sede a Loughgall. Milita in Premiership, massima serie del campionato nordirlandese di calcio.
Loughgall è il luogo abitato più piccolo d'Europa con una squadra di calcio nel massimo campionato della propria nazione; il villaggio nordirlandese conta un totale di 328 abitanti.

## Palmarès

### Competizioni regionali
- Mid-Ulster Cup: 2

2003-2004, 2007-2008

### Competizioni nazionali
- Irish League B Division/First Division /IFA Intermediate League/IFA Championship: 8

1994-1995, 1995-1996, 1996-1997, 1997-1998, 2003-2004, 2007-2008, 2009-2010, 2022-2023
- Irish Intermediate Cup: 2

1997-1998, 2007-2008
- IFA Intermediate League Cup: 1

2007-2008
- Bob Radcliffe Cup: 11

1978-1979, 1996-1997, 1998-1999, 1999-2000, 2001-2002, 2002-2003, 2003-2004, 2007-2008, 2008-2009, 2009-2010, 2012-2013

### Altri piazzamenti
- Irish Cup:

Semifinalista: 2017-2018
- IFA Championship:

Terzo posto: 2019-2020

## Rosa
| N. |                    | Ruolo | Calciatore      |
| -- | ------------------ | ----- | --------------- |
|    | Irlanda (bandiera) | P     | Marc Robinson   |
|    | Irlanda (bandiera) | D     | Glenn Waddell   |
|    | Irlanda (bandiera) | D     | Alan Murphy     |
|    | Irlanda (bandiera) | D     | Neil Alderdice  |
|    | Irlanda (bandiera) | D     | Bryan Pentland  |
|    | Irlanda (bandiera) | D     | Andy Smith      |
|    | Irlanda (bandiera) | D     | Ricky Copeland  |
|    | Irlanda (bandiera) | D     | Ally Evans      |
|    | Irlanda (bandiera) | D     | Andrew Ferguson |
|    | Irlanda (bandiera) | C     | Brian Adair     |

| N. |                    | Ruolo | Calciatore     |
| -- | ------------------ | ----- | -------------- |
|    | Irlanda (bandiera) | C     | Willie Herron  |
|    | Irlanda (bandiera) | C     | Ryan Moffatt   |
|    | Irlanda (bandiera) | C     | Andy Hamilton  |
|    | Irlanda (bandiera) | C     | Ryan Evans     |
|    | Irlanda (bandiera) | C     | Marty Lavery   |
|    | Irlanda (bandiera) | C     | Davy Hawthorne |
|    | Irlanda (bandiera) | C     | Steven Hyndes  |
|    | Irlanda (bandiera) | A     | Dean Smith     |
|    | Irlanda (bandiera) | A     | Andy Brown     |
|    | Irlanda (bandiera) | A     | Aaron Baker    |